# 熊根站
熊根站（日语：／ Kumagane eki */?）是位於宫城县仙台市青叶区熊根，屬於东日本旅客铁道（JR東日本）仙山線的鐵路車站。

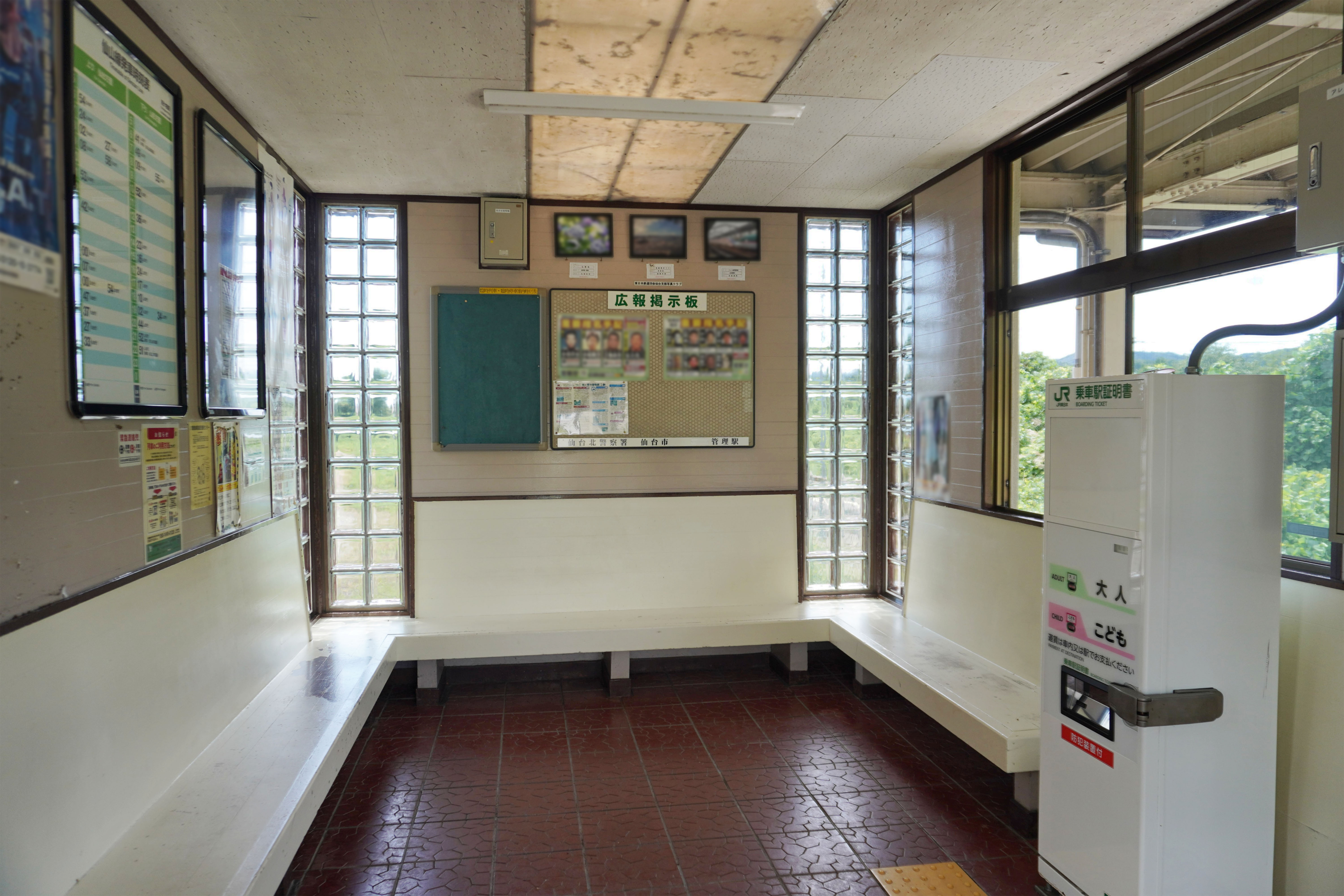
車站內部(2023年9月)

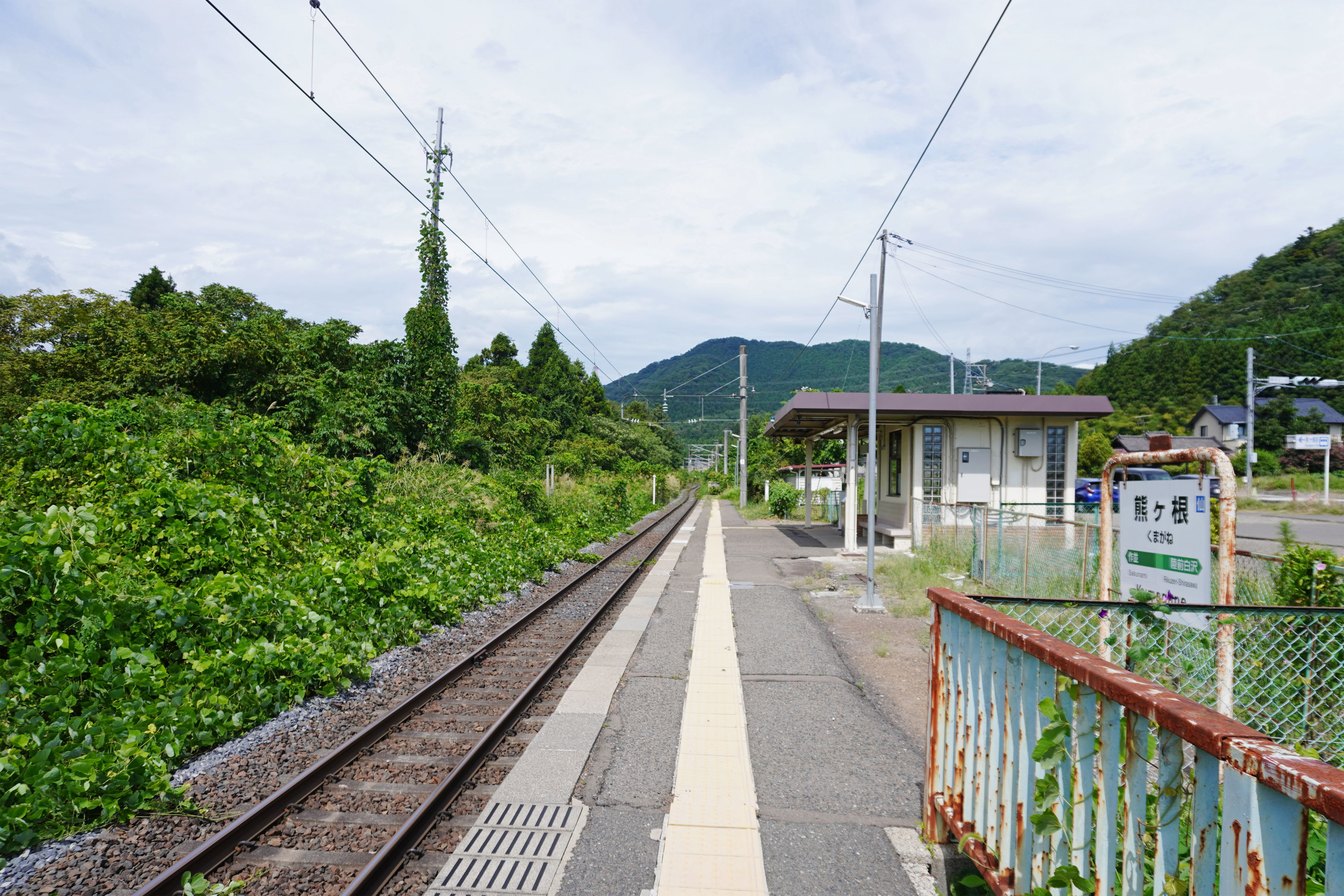
月台(2023年9月)

## 历史
- 1931年8月30日：车站投入运营。
- 1971年4月1日：车站无人化。
- 1983年8月7日：站房改建。
- 1987年4月1日：国铁分割民营化后成为JR东日本车站。

## 车站结构
本站為1台1线的地面车站，在JR特定都区市内制度下屬於“仙台市内”的車站。此站是由爱子站管理的无人站，站内設有简易自动售票机。本站無法使用Suica。

## 相邻车站
東日本旅客铁道（JR東日本）
□快速
通过
■普通
陆前白泽－熊根－作並